# CACHD1
CACHD1 ‏ (Cache domain containing 1) هوَ بروتين يُشَفر بواسطة جين CACHD1 في الإنسان.